# Wielki Jastrzębi Ząb
Wielki Jastrzębi Ząb (słow. Veľký jastrabí zub, Jastrabí zub) – turnia w dolnym fragmencie Jastrzębiej Grani w słowackiej części Tatr Wysokich. Jest położony we wschodniej grani Jastrzębiej Turni. Od jej kopuły szczytowej na zachodzie jest oddzielony Wyżnią Jastrzębią Szczerbiną, natomiast od Pośredniego Jastrzębiego Zęba na wschodzie oddziela go Pośrednia Jastrzębia Szczerbina. Jest najwyższą i najwybitniejszą z trzech turni w tej grani.
Stoki północne opadają z Wielkiego Jastrzębiego Zęba do Doliny Jagnięcej, południowe – do Doliny Zielonej Kieżmarskiej. Południowe urwisko Wielkiego Jastrzębiego Zęba jest dość niskie, ale bardzo strome. Jest położone pomiędzy górnymi ramionami Długiego Jastrzębiego Żlebu, biegnącymi pod sąsiednie przełączki.
Na Wielki Jastrzębi Ząb, podobnie jak na inne obiekty w Jastrzębiej Grani, nie prowadzą żadne znakowane szlaki turystyczne. Najdogodniejsza droga dla taterników wiedzie na szczyt od północy z Doliny Jagnięcej przez Niżnią Jastrzębią Szczerbinę i jest nieco trudne (I w skali UIAA).
Pierwsze wejścia:
- letnie – nieznane, po 17 sierpnia 1911 r., przy przechodzeniu grani,
- zimowe – Venceslava Mašková (-Karoušková), Karel Cerman, Z. Gráf, Oldřich Kopal, Drahomír Machaň i Svoboda, 17 marca 1951 r.[2]

Dawniej turnia była nazywana po prostu Jastrzębim Zębem.